# Jean-François Mocquard
Jean-François-Constant Mocquard (Bordeaux, 11 november 1791 - Parijs, 9 december 1864) was een Frans advocaat, diplomaat, onderprefect, kabinetschef en politicus.
Tot aan zijn overlijden was Mocquard de kabinetschef van keizer Napoleon III sinds 1848 en was hij senator sinds 1863.

## Biografie
Jean-François Mocquard stamde langs vaderszijde af van een familie van koloniale handelaars uit de Franse kolonie Saint-Domingue, het huidige Haïti. Langs moederszijde stamde hij af van graaf Roger de Bussy-Rabutin, een neef van Madame de Sévigné en auteur van het werk Histoire amoureuse des Gaules.
Na zijn schooltijd studeerde Mocquard rechten in Parijs en trad hij toe tot de Franse diplomatie. In 1812, op 21-jarige leeftijd, werd hij legatiesecretaris in het Beierse Würzburg. Later promoveerde hij tot zaakgelastigde.
Tijdens de Restauratie trad Mocquard toe tot de liberale oppositie. Als advocaat nam hij de verdediging op zich van de Vier Sergeanten van La Rochelle in 1822. Een ziekte aan het strottenhoofd maakte echter dat hij vroegtijdig zijn advocatencarrière diende te beëindigen.
Ten tijde van de Julimonarchie werd Mocquard benoemd tot onderprefect in Bagnères-de-Bigorre, gelegen in het Zuid-Franse departement Hautes-Pyrénées. Hij nam evenwel ontslag uit deze functie in 1839 vanwege onenigheid omtrent het beleid van de koninklijke regering. Als bonapartist onderhield Mocquard immers sinds 1817 vriendschappelijke contacten met de familie Bonaparte. Meer in het bijzonder had hij nauw contact met koningin Hortense de Beauharnais, die hij had ontmoet op het Slot Arenenberg, en met haar zoon prins Lodewijk Napoleon Bonaparte, de president en keizer van Frankrijk.

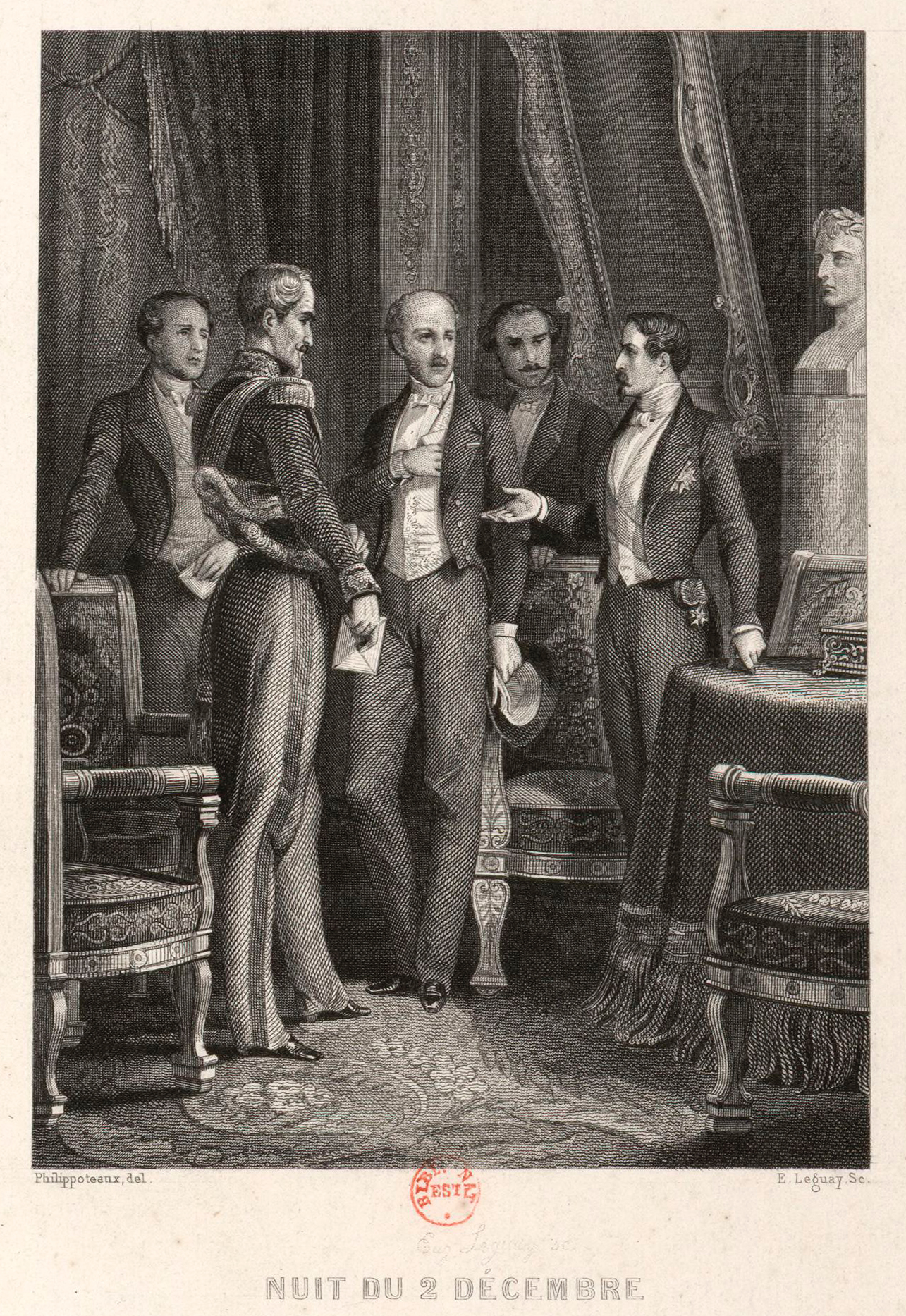
Frans president Lodewijk Napoleon Bonaparte (rechts) geeft instructies aan enkele naaste samenzweerders tijdens de nacht van 1 op 2 december 1851, net voor diens staatsgreep. Jean-François Mocquard staat uiterst links en houdt een lijst vast met de namen van personen die zullen worden gearresteerd.

Na zijn ontslag als onderprefect vervoegde Mocquard prins Lodewijk Napoleon Bonaparte naar Londen. Hij komt er aan het hoofd te staan van het bonapartistische dagblad Le Commerce. Hij bezocht de prins in de periode dat die was opgesloten in de gevangenis van Ham in het Engelse graafschap Kent.
In 1848 steunde hij de presidentiële campagne van prins Lodewijk Napoleon. Na diens verkiezing tot eerste president van Frankrijk werd Mocquard de kabinetschef van de nieuwe president. Tot aan zijn overlijden zou hij een rechterhand van prins Lodewijk Napoleon en later Napoleon III blijven.
In 1851 is Mocquard betrokken bij de voorbereidingen voor de staatsgreep van 2 december 1851. Het was immers hij die het decreet ter ontbinding van het parlement had opgesteld, alsook de tekst van de verklaringen aan het leger en de bevolking. Tijdens de jaren 1850 schreef hij meerdere belangrijke toespraken voor de ondertussen keizer Napoleon III en stond hij in voor diens correspondentie.
Als blijk van waardering voor bewezen diensten zou keizer Napoleon III Mocquard het domein Montretout schenken, gelegen in Saint-Cloud, net buiten Parijs en in de buurt van het Kasteel van Saint-Cloud, een buitenverblijf van de keizer. Tevens werd hij door de keizer onderscheiden als grootofficier in het Legioen van Eer. In 1863 benoemde keizer Napoleon III hem tot senator, waardoor hij ging zetelen in de Senaat.
Charles Étienne Conti volgde Mocquard op als kabinetschef na diens overlijden in Parijs op 9 december 1864. Zijn begrafenisplechtigheid voltrok zich in de Église Saint-Roch, verscheidene ministers, senatoren en leden van de keizerlijke hofhouding. Minister van het Keizerlijke Hof Jean-Baptiste Philibert Vaillant, een lid van de regering-Bonaparte III, hield een elegie, die een hem een laatste groet kwam brengen in naam van de keizer. Ook Arthur de La Guéronnière nam het woord. Mocquard werd begraven op het Cimetière du Père-Lachaise.
- Biblioteca Nacional de España: XX4941633
- Bibliothèque nationale de France: cb169689695 (data)
- Gemeinsame Normdatei: 1055094636
- International Standard Name Identifier: 0000 0001 1805 3475
- Library of Congress Control Number: no2015056995
- Base Léonore: LH//1891/31
- Virtual International Authority File: 168990778
- WorldCat: E39PBJkdkcvgQxg83YfHTHxYyd